# Épinay-sur-Seine
Épinay-sur-Seine uma comuna nos subúrbios do norte de Paris, França, localizada a 11.3 km do Centro de Paris.

## História
A 7 de Agosto de 1850, uma parte do território de Épinay-sur-Seine foi destacado e fundido com parte do território de Deuil-la-Barre, parte do território de Saint-Gratien e parte do território de Soisy-sous-Montmorency para criar a comuna de Enghien-les-Bains.
Francisco, duque de Cádis (13 de Maio de 1822 – 17 de Abril de 1902), rei consorte de Espanha, fixou residência no castelo de de Épinay-sur-Seine (Château de Épinay-sur-Seine) em 1881, aí permanecendo até falecer em 1902. O castelo é a actual sede da Municipalidade de Épinay-sur-Seine.

## Transportes
Épinay-sur-Seine é servida pela estação de Épinay-sur-Seine da linha RER C e pela estação de Épinay – Villetaneuse do sistema ferroviário suburbano Transilien Paris – Nord. O Tramway 11 express, desde 11 de julho de 2017, atende as duas estações.
O Aeroporto Internacional Charles de Gaulle está localizado a cerca de 13 km de Épinay-sur-Seine.

## Cultura local e Patrimônio
A Igreja de Notre-Dame-des-Missions-du-cygne d'Enghien, projectada por Paul Tournon, situa-se nesta comuna.

## Personalidades ligadas à localidade
- Thomas Gamiette, futebolista
- Pascal Nouma, futebolista
- Rose Bertin, modista e chapeleira da rainha Maria Antonieta
- Francisco de Assis de Bourbon (1822-1902), esposo da rainha Isabel II de Espanha
- Nicolas Joseph Maison (1771-1840), general de Napoleão Bonaparte e marechal de França
- Príncipe de Talleyrand
- Jules Védrines, aviador